# Lerina incarnata
Lerina incarnata är en fjärilsart som beskrevs av Walker 1854. Lerina incarnata ingår i släktet Lerina och familjen björnspinnare. Inga underarter finns listade i Catalogue of Life.